# Kaakkurijärvi (Gällivare socken, Lappland, 740833-172920)
Kaakkurijärvi är en sjö i Gällivare kommun i Lappland och ingår i Råneälvens huvudavrinningsområde. Sjön har en area på 0,0799 kvadratkilometer och ligger 315,2 meter över havet.

## Delavrinningsområde
Kaakkurijärvi ingår i det delavrinningsområde (740829-172944) som SMHI kallar för Ovan Päiväjoki. Medelhöjden är 318 meter över havet och ytan är 11,78 kvadratkilometer. Räknas de 69 avrinningsområdena uppströms in blir den ackumulerade arean 1 158,88 kvadratkilometer. Avrinningsområdets utflöde Råneälven mynnar i havet. Avrinningsområdet består mestadels av skog (58 procent) och sankmarker (31 procent). Avrinningsområdet har 0,58 kvadratkilometer vattenytor vilket ger det en sjöprocent på 4,9 procent.